# Rudolstädter Senioren-Convent

Denkmal des RSC in Rudolstadt (1909)

Der Rudolstädter Senioren-Convent (RSC) war ein Korporationsverband.

## Geschichte

### Gründung bis 1910
Bereits seit den 1850er Jahren bildeten sich an den Tierärztlichen Hochschulen studentische Korporationen, die sich Landsmannschaft oder Corps nannten und beide Bezeichnungen zunächst nebeneinander verwendeten. Sie bildeten dort die wichtigste Form der verfassten Studentenschaft. Erst nach längeren Verhandlungen gründeten Franconia Berlin, Feronia Berlin,  Hannoverania und Normannia Hannover 1873 den „Berliner SC der veterinairmedizinischen Landsmannschaften“, dem ein Jahr später die Verbindungen Hippokratia München (später Corps Normannia München im WSC) und Salingia Berlin beitraten. Mit dem Austritt von Salingia und wenig später auch Franconia und Normannia zerbrach der Verband bereits 1876 wieder.

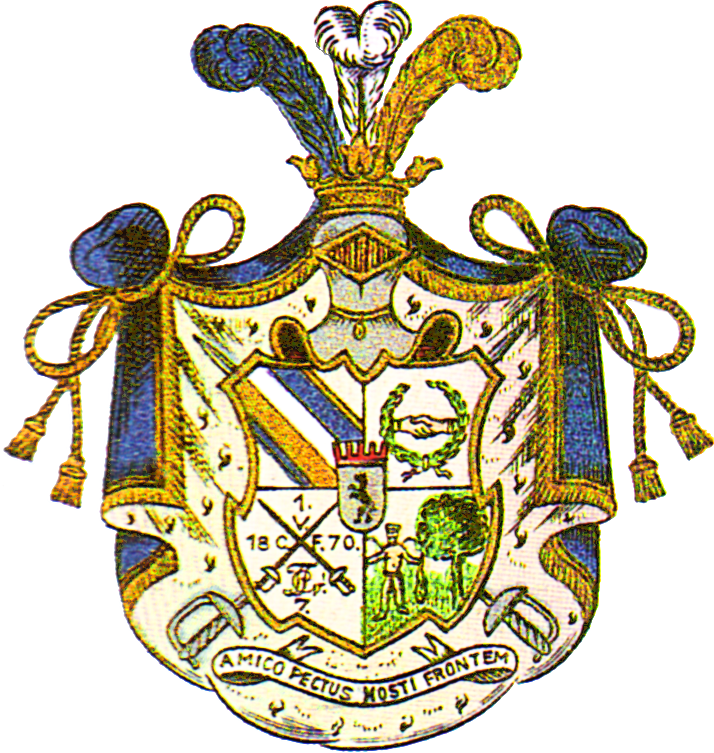
Wappen des Corps Teutonia (ehemals Feronia) Berlin

Am 9. Juli 1883 wurde der Verband als Rudolstädter Senioren-Convent durch die Berliner und die Hannoveraner Landsmannschaften gemeinsam mit der 1879 gegründeten Saxonia Dresden (in Folge der Verlegung der Tierärztlichen Hochschule Dresden nach Leipzig 1923 dorthin übergesiedelt und an Saxo-Borussia Leipzig angeschlossen) erneuert. Seine Tagungen fanden jährlich zu Pfingsten in Rudolstadt statt. 1884 erfolgte der Beitritt von Suevia Stuttgart, 1885 Nicaria Stuttgart, 1891 Cimbria Stuttgart, 1894 Alemannia Dresden und 1895 Germania Hannover.
Durch weiteren Zuwachs kam der Verband bis 1900 auf 15 Landsmannschaften. Er umfasste zu diesem Zeitpunkt 38,33 % aller Studenten an den deutschen Tierärztlichen Hochschulen. Im Jahre 1902 wurde beschlossen, dass sich alle Mitgliedsverbindungen in Corps umbenennen sollten.
Der Altherrenbund (AHB) des RSC wurde im März 1908 in Hannover gegründet. Er hatte seinen Sitz in Rudolstadt und war in das dortige Vereinsregister eingetragen. Sein Zweck war es, „gemeinsame Interessen der gesamten Altherrenschaften im RSC wahrzunehmen und die aktiven Corps mit Rat und Tat zu unterstützen“. Die Tagungen des AHB fanden jährlich zu Pfingsten im Hotel zum Löwen in Rudolstadt statt.

### Die Phase der Expansion

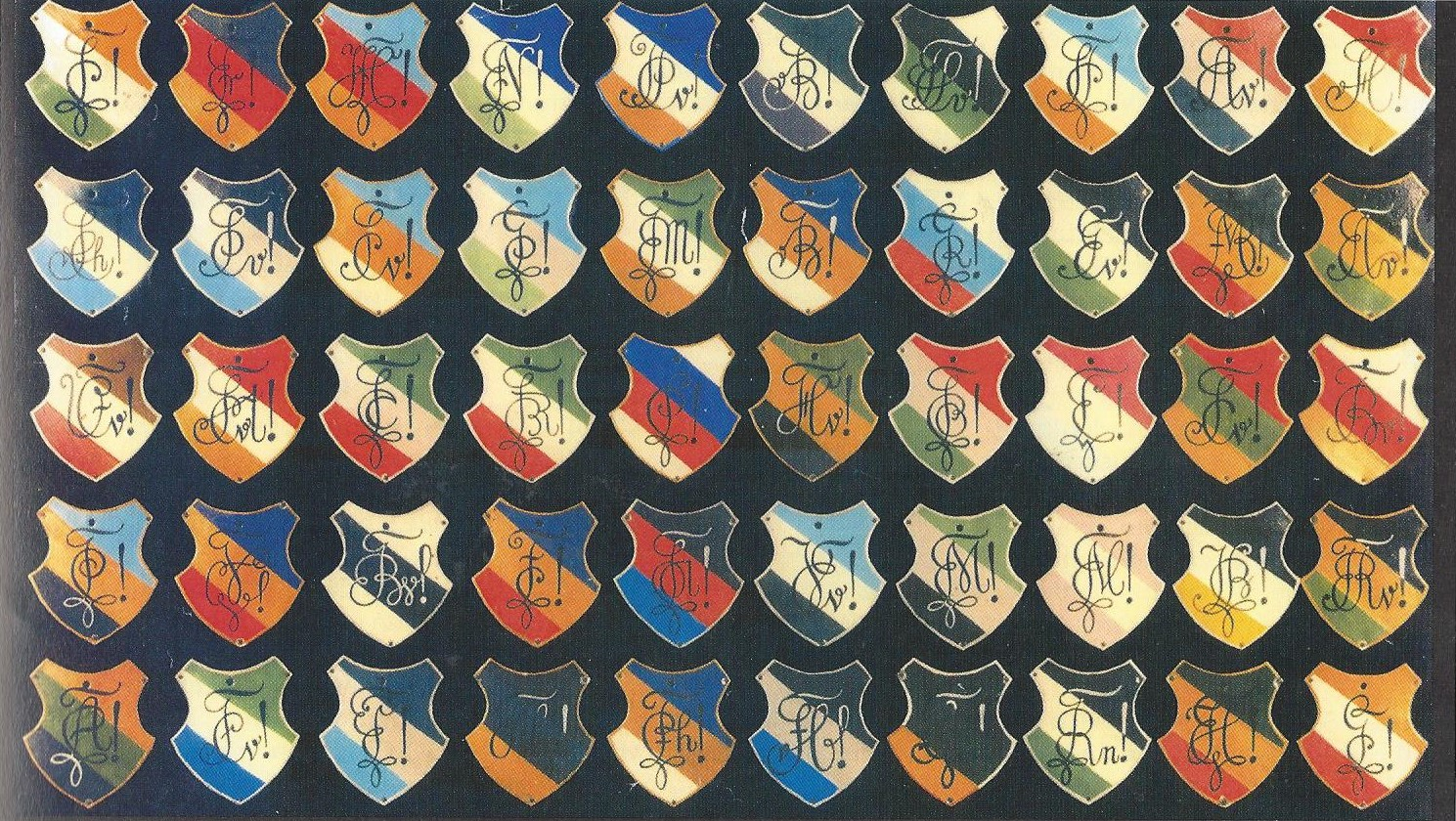
RSC-Corps (1930)

Als 1910 die Tierärztliche Hochschule in Stuttgart geschlossen wurde, verlegten die dortigen Corps Suevia und Nicaria nach München und fusionierten mit ortsansässigen Corps. Die vermehrte Einbindung der tiermedizinischen Ausbildung in die Universitäten verschlechterte die Voraussetzungen für eine Expansion des Verbandes. Das tierärztliche Prinzip wurde deshalb noch im gleichen Jahr aufgegeben, worauf sich auch andere Corps – vor allem von Technischen Hochschulen und Handelshochschulen, aber auch vereinzelt von Universitäten – dem RSC anschlossen. Letzteres führte zu massiven Konflikten mit dem Kösener Senioren-Convents-Verband (KSCV) und dem Weinheimer Senioren-Convent (WSC), die einerseits die RSC-Corps nie als vollwertige Partner betrachteten, andererseits ihre Monopolstellung gefährdet sahen. Bereits 1911 nahm der RSC u. a. die freie Landsmannschaft Cheruscia Berlin auf, die freischlagende Verbindung Saxonia Berlin, die freie Landsmannschaft Silingia Breslau, die freischlagende Verbindung Teutonia (später Gothia) an der Militärabteilung der Tiermedizinischen Hochschule in Dresden und die freischlagende Verbindung Guestphalia Erlangen.
Bis zum Wintersemester 1919/20 wuchs der Bestand auf 24 Corps mit 452 Aktiven, 230 Inaktiven und 3546 Alten Herren an. Mit der Aufnahme der in Gießen als Corps rekonstituierten Verbindungen Hubertia und Silvania, die von der Forstakademie Eisenach dorthin übergesiedelt waren, konnte der RSC auch dort Fuß fassen. An der Schlesischen Friedrich-Wilhelms-Universität Breslau wurde im gleichen Jahr die freischlagende Verbindung Lugia aufgenommen. 1922 folgten die freischlagende Verbindung Frisia Frankfurt und die Corps Vandalia und Palaio-Borussia Königsberg.
Durch Umstrukturierung der Tierärztlichen Hochschulen (u. a. Verlegung von Dresden nach Leipzig) verschärfte sich der Gegensatz zum WSC, als die dortigen RSC-Corps ihren Sitz an die Technische Hochschule verlegten. Zu einem Ausgleich kam es zunächst mit der Gründung der Arbeitsgemeinschaft der Deutschen Corpsverbände am 7. Oktober 1922 in Rudolstadt, in der KSCV, WSC und RSC sich auf eine engere Zusammenarbeit verständigten.
Das Rudolstädter Abkommen wurde im Dezember 1922 durch eine Zusatzvereinbarung ergänzt, in der festgelegt wurde, dass es künftig keine Übersiedlung mehr an eine Hochschule geben dürfe ohne Zustimmung des dort bereits bestehenden Corpsverbandes. Bei Neugründung von Hochschulen sollte das Recht der Niederlassung dem KSCV an Universitäten, dem WSC an Technischen Hochschulen und Bergakademien zustehen, dem RSC an allen anderen Hochschulen. Dieser Passus benachteiligte den RSC, da er durch die Aufnahme des SC an der Forstakademie Tharandt in den KSCV (1922) und des SC an der Landwirtschaftlichen Hochschule in Hohenheim in den WSC zuvor bereits gebrochen worden war. Er fand demnach bei der darauffolgenden Pfingsttagung des RSC keine Zustimmung. Schon kurz zuvor hatte allerdings der KSCV das Abkommen aufgekündigt.
Trotz dieses Rückschlags und trotz der Verschärfung der Aufnahmebedingungen erhöhte der RSC seinen Bestand bis 1927 auf 52 Corps mit 1.674 Aktiven, 939 Inaktiven und 5.559 Alten Herren, also insgesamt 8.172 Corpsstudenten. Unter den Neuaufnahmen des Jahres 1923 war unter anderem das Corps Rheno-Nicaria Mannheim, das als Handelshochschulverbindung in den Bereich des RSC fiel.
Das Verzeichnis der Alten Rudolstädter Corpsstudenten von 1928 verzeichnet für dieses Jahr den Höchststand von 5.663 Alten Herren im RSC.
Eine schwere Krise brachten die RSC-Bemühungen mit sich, den Verband durch Aufnahme des  Askanischen Senioren-Convents durch die  schlagenden Verbindungen des Städtischen Friedrichs-Polytechnikum in Cöthen-Anhalt (Corps Baltia, Suevia, Markomannia; Landsmannschaft Askania) zu erweitern. Im Zuge dieser Auseinandersetzungen verließen 19 Corps den RSC, darunter Salingia und Saxonia Berlin (1929), das Grüne Kartell (Franconia Berlin, Normannia Hannover, Suevo-Salingia München), Saxo-Borussia Leipzig, Cimbria und Prussonia Berlin, Silvania und Hubertia Gießen, Palaio-Borussia Königsberg, Moenania Frankfurt/M, Askania Wien und Agronomia Jenensis.
Bis Mai 1931 sank der Bestand deshalb auf 30 aktive Corps mit 1.820 Aktiven und Inaktiven und 3.721 Alten Herren.

### Auflösung und Nachleben
Am 25. März 1934 beschloss der RSC seine Auflösung und das Aufgehen in dem Weinheimer Senioren-Convent (WSC), der im gleichen Jahr auch Teile des Naumburger Senioren-Convents (NSC) integrierte. Der WSC wurde nach dem Zweiten Weltkrieg als Dachverband der deutschen Corps vor allem an Technischen Hochschulen wiederbelebt, wobei die Corps des früheren RSC heute integraler Bestandteil des WSC sind, der die Tradition des Verbandes weiterpflegt. Einzig das Corps Guestphalia Erlangen wurde 1935 in den KSCV recipiert.
Das RSC-Corps Rheno-Nicaria Mannheim-Heidelberg – seit 1953 Mitglied des WSC – nahm 1933 und 1954 die Altherrenschaft der drei RSC-Corps Hubertia-Giessen, Silvania-Giessen und Salingia-Berlin auf und bildet seitdem einen RSC-Schwerpunkt im Weinheimer Senioren-Convent.
So feierten auch vom 12. bis zum 15. Juni 2008 rund 300 Weinheimer Corpsstudenten in Rudolstadt das 125-jährige Jubiläum der Gründung des RSC. Der Rudolstädter Bürgermeister Jörg Reichl sagte in einer Rede auf dem Festakt: „Kommen Sie wieder, fühlen Sie sich hier zu Hause, lassen Sie die Tradition der Rudolstädter Pfingsttreffen wieder aufleben!“

## Denkmäler

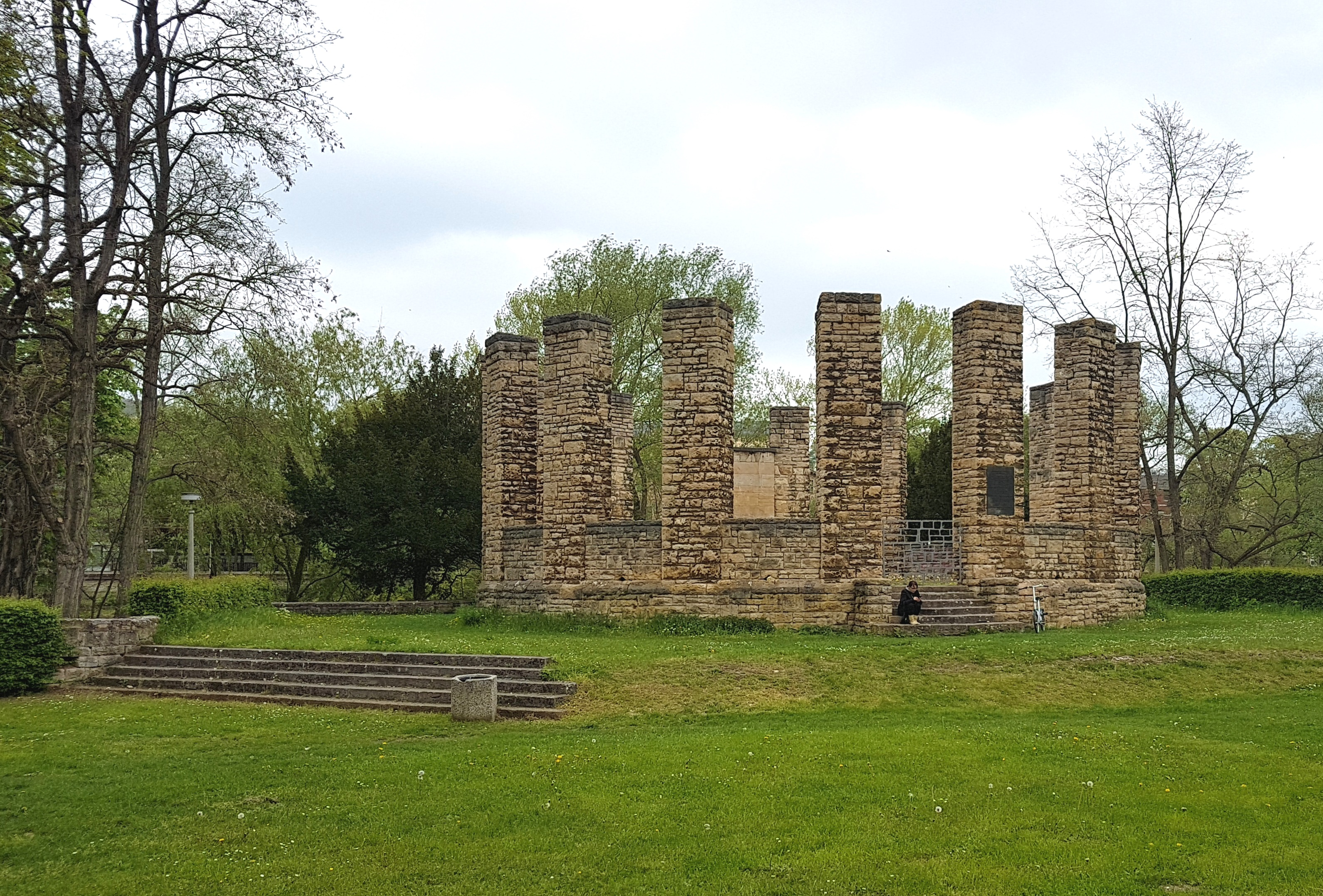
RSC-Denkmal von Max Herfurt (2017)

1908 wurde aus Anlass des 25-jährigen Bestehens des Verbandes in Anwesenheit des schwarzburgischen Hofes, des Ministeriums und der Behörden auf dem Anger in Rudolstadt das von Norbert Pfretzschner geschaffene RSC-Denkmal errichtet. Für das Standbild eines Chargierten in Wichs mit Fahne stand Conrad Klinger (Franconia Berlin) Modell.
Das Denkmal für die Gefallenen des Ersten Weltkrieges im Stadtpark von Rudolstadt wurde nach Plänen des Dresdner Architekten Max Herfurt errichtet und am Pfingstsonntag 1927 eingeweiht. Es besteht aus einem sechzehn Meter im Durchmesser fassenden Steinkreis in der Art eines Druidentempels mit sechzehn roh behauenen Stelen. Im Innern befand sich eine Bronzetafel mit der Widmung des RSC, auf der der Saale zugewandten Seite eine steinerne überlebensgroße Roland-Figur des Bildhauers Hermann Fritz.

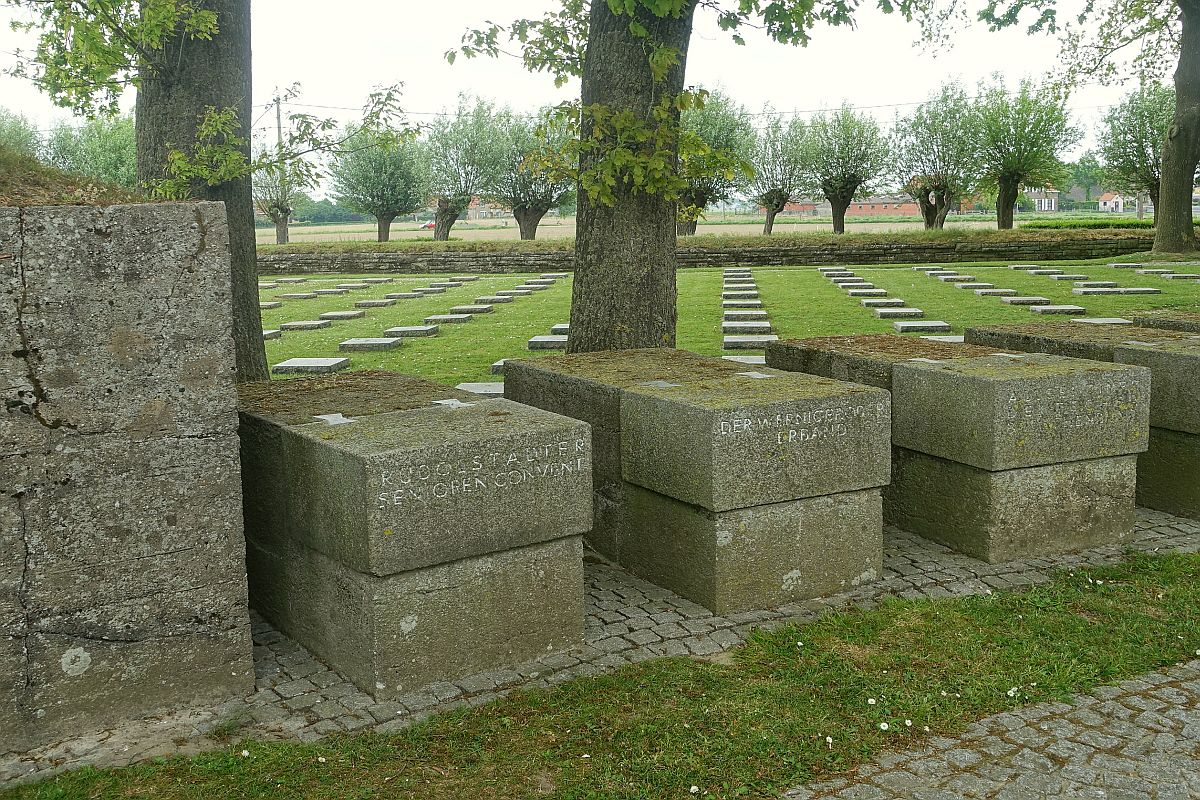
RSC-Stele in Langemark (2022)

Wie alle Korporationsverbände beteiligte sich der RSC am Spendenaufruf für den Deutschen Soldatenfriedhof Langemark.

## Presse

RSC-Monatsschrift, Titel Juli 1907

Verbandsorgan war die 1894 begründete Monatsschrift des Rudolstädter SC, die bis 1934 erschien.

## Persönlichkeiten
- Otto Appel (1867–1952), Phytomediziner
- Max Bansbach (1898–1997), Betriebswirt, Geschäftsführer
- Hans Bredow (1879–1959), Hochfrequenztechniker und Vorsitzender der Reichs-Rundfunk-Gesellschaft (RRG)
- Adolf Brehm (1878–1937), Beigeordneter, Professor für Rechtslehre
- Max Delbrück (1850–1919), Agrikulturchemiker
- Richard Eberlein (1869–1921), Tierarzt, Zoologe und Arzt
- Wilhelm Ellenberger (1848–1929), Professor für Veterinäranatomie und -physiologie
- Anton Erdel (1875–1928), Professor für Rechtslehre
- Abraham Esau (1884–1955), Physiker
- Guido Fischer (1877–1959), Zahnmediziner
- Carl-Theodor Georg (1884–1966), Arzt, Plantagenbesitzer und Krankenhausgründer in der Dominikanischen Republik
- Emil Gerstner (1880–1945), Handelslehrer, Universitätsdozent
- Paul Gerstner (1880–1945), Direktor, Handelshochschuldozent
- Emil Jacobsen (1836–1911), Chemiker und Schriftsteller
- Walter Langhoff (1883–1944), Industrieller, Führer des Allgemeinen Deutschen Waffenrings
- Otto Lindow (1900–73), Betriebswirt, Geschäftsführer
- Bernard Malkmus (1859–1925), Veterinärmediziner
- Kurt Neumann-Kleinpaul (1882–1958), Veterinärmediziner
- Hans Klose (1880–1963), Naturschutzfunktionär
- Heinrich Nicklisch (1876–1946), Wirtschaftswissenschaftler
- Karl Nieberle (1877–1946), Veterinärmediziner
- Robert von Ostertag (1864–1940), Veterinär
- Wilhelm Pfeiffer (1867–1959), Veterinärchirurg
- Oskar Röder (1862–1954), Veterinärchirurg
- Theodor Schiemann (1847–1921), Historiker und Archivar, Begründer der deutschen Osteuropaforschung
- Adolf Seitz (188–1962), Betriebswirt, Arbeitsrichter
- Erich Silbersiepe (1880–1961), Veterinärchirurg
- Heinrich Sommerfeld (1884–1950), Handelshochschulprofessor
- Karl Wilhelm Specht (1894–1953), General der Infanterie
- Wolfgang Stammler (1886–1965), Germanist und Literaturhistoriker
- Valentin Stang (1876–1944), Veterinärmediziner
- Max von Sussdorf (1855–1945), Veterinärmediziner
- Heinrich Tessenow (1876–1950), Architekt
- Hermann Thoms (1859–1931), Pharmazeut
- Walter Thoms (1899–1994), Universitätsprofessor
- Alfred Trautmann (1884–1952), Veterinärmediziner
- Otto Waldmann (1885–1955), Tierseuchenforscher